# Yves Loday
Yves Loday (* 27. September 1955 in Guérande) ist ein ehemaliger französischer Segler.

## Erfolge
Yves Loday nahm zweimal an Olympischen Spielen in der Bootsklasse Tornado teil. 1984 in Los Angeles belegte er mit Bernard Pichery den achten Platz. Acht Jahre darauf in Barcelona segelte er mit Nicolas Hénard. Die beiden schoben sich mit einem zweiten Platz im abschließenden siebten Rennen noch auf den ersten Platz im Gesamtklassement vor und überholten damit noch die US-amerikanische und die australische Crew, womit sie Olympiasieger wurden. Bei Weltmeisterschaften sicherte er sich 1981 und 1983 im Tornado jeweils die Bronzemedaille. 1992 wurde er Europameister.
Loday entwarf die Katamaranklasse Extreme 40.